# Site archéologique du Vieux-Saint-Yves
Le site archéologique du Vieux-Saint-Yves est un site archéologique, comprenant les vestiges d'une motte castrale, de Bubry, dans le Morbihan en France.

## Localisation
Le site est situé immédiatement à l'est du hameau du Vieux-Saint-Yves, à environ 4 km à vol d'oiseau au sud du bourg de Bubry.

## Description
L'ensemble fortifié comprend une motte castrale et sa basse-cour.
La motte, de forme tronconique circulaire, mesure environ 8 m de hauteur,, pour un diamètre au sol d'environ 50 m. Un fossé de 5 à 6 mètres de largeur pour 6 m de profondeur, détruit dans sa partie sud par l'aménagement de la route, entoure complètement l'enceinte.
La basse-cour, à l'ouest de la motte, affecte un plan semi-elliptique. D'importantes levées de terre de 3 à 4 mètres de haut en défendent au nord et au sud. En 1990, on pouvait encore y déceler des traces de bâtiments en pierre.

## Historique
Le monument date du milieu du Moyen Âge et constitue le siège de la seigneurie de Kernivinien.
L'ensemble du site, comprenant la motte castrale, la basse-cour et les levées de terre, ainsi que le terrain sur lequel il est établi, est inscrit au titre des monuments historiques par arrêté du 28 novembre 1995.